# 말괄량이 도시
《말괄량이 도시》는 1985년 2월 17일에 MBC TV에서 방영되었던 베스트셀러극장이다.

## 줄거리
실업자 곽명호(길용우)는 결혼 상담소에서 돈 많은 여성을 만나는 것을 마지막 희망으로 여기고 살아가고 있다. 그가 상담소에서 만난 여성은 현수경(이기선). 그녀는 반대로 돈 많은 남성을 만나는 것이 꿈이었으나 별 수 없이 상담소 직원으로 근무하고 있는데...

## 출연
- 길용우
- 이기선
- 백인철
- 홍민우
- 남능미
- 정희선
- 엄유신
- 견미리
- 정대홍
- 이운우
- 박경순
- 이숙
- 허기호
- 강미
- 이순규
- 천호진
- 송영웅